# 母島中継局
母島中継局（ははじまちゅうけいきょく）は、東京都小笠原村の母島に設置されているラジオ中継局、および過去に存在したアナログテレビジョン中継局である。
2011年7月24日にアナログテレビ放送終了とともにいったん廃止されたが、その後2013年3月31日にラジオ中継局が開局した。

## 概要
1984年、試験放送を開始したNHKの衛星放送を、東京都域の地上波テレビジョン放送局の代わりに地上波で送信するため、父島テレビ中継局とともに設けられた。1996年、国の情報格差是正措置の一環として、東京都江東区のテレコムセンターから通信衛星を通じて送られた東京都域の地上波局電波をUHFに変換して送信する放送が始められた。
テレビジョン放送完全デジタル化に伴い、関東広域各局については2010年6月30日で廃止となり、放送衛星を利用したセーフティネット放送に切り替えられた。残る3局についても、2011年7月24日、アナログテレビ放送終了とともに廃止され、姿を消した。これは、地上波は小笠原村営の光ケーブル回線による再送信（八丈島にある八丈中継局の電波を同島内で受信し海底光ケーブルで配信）に、衛星波はセーフティネット放送利用などもありアンテナを利用した個別受信に、それぞれ移行するためである。
一方、ラジオ放送の無線中継局は父島同様、長らく島内に設置されていなかったが、NHKについては2013年3月31日にラジオ第1・ラジオ第2・FMの3波ともすべてFM波を使用した中継局が設置された。局舎・鉄塔はアナログテレビ放送を行っていた施設をそのまま利用し、送信機器と空中線および東京からの海底光ケーブルで送られてくる信号を受信するための受信機器一式などが設置される。一方、民放は未設置である（インターネットラジオのradikoで聴取は可能）。

## 廃止されたテレビ放送チャンネル・出力

### 2011年7月24日廃止
| ch | 放送局名         | 空中線電力 （映像/音声） | 実効輻射電力 （映像/音声） | 放送対象地域 | 放送区域内世帯数 | 運用開始   |
| -- | ---------------- | ------------------------ | -------------------------- | ------------ | ---------------- | ---------- |
| 10 | NHK BS1          | 500mW/125mW              | 760mW/200mW                | 全国         | 約230世帯        | 1984年5月  |
| 12 | NHK BSプレミアム | 500mW/125mW              | 760mW/200mW                | 全国         | 約230世帯        | 1986年12月 |
| 48 | TOKYO MX         | 1W/250mW                 | 3.7W/930mW                 | 東京都       | 約230世帯        | 1996年     |

- なお2011年3月31日まで、NHK BSプレミアムは｢NHK衛星第2テレビジョン｣、（現）BS1は｢NHK衛星第1テレビジョン｣。

### 2010年6月30日廃止
| ch | 放送局名      | 空中線電力 （映像/音声） | 実効輻射電力 （映像/音声） | 放送対象地域 |
| -- | ------------- | ------------------------ | -------------------------- | ------------ |
| 50 | NHK東京教育   | 1W/250mW                 | 3.7W/930mW                 | 全国         |
| 52 | NHK東京総合   | 1W/250mW                 | 3.7W/930mW                 | 関東広域圏   |
| 54 | NTV日本テレビ | 1W/250mW                 | 3.7W/930mW                 | 関東広域圏   |
| 56 | TBSテレビ     | 1W/250mW                 | 3.7W/930mW                 | 関東広域圏   |
| 58 | CXフジテレビ  | 1W/250mW                 | 3.7W/930mW                 | 関東広域圏   |
| 60 | EXテレビ朝日  | 1W/250mW                 | 3.7W/930mW                 | 関東広域圏   |
| 62 | TXテレビ東京  | 1W/250mW                 | 3.7W/930mW                 | 関東広域圏   |

## ラジオ放送
| 周波数（MHz） | 放送局名       | 空中線電力 | 実効輻射電力 | 放送対象地域 | 放送区域内世帯数 | 運用開始      |
| ------------- | -------------- | ---------- | ------------ | ------------ | ---------------- | ------------- |
| 79.6          | NHK東京FM      | 1W         | 1.6W         | 東京都       | 235世帯          | 2013年3月31日 |
| 82.6          | NHK東京第1放送 | 1W         | 1.4W         | 関東広域圏   | 235世帯          | 2013年3月31日 |
| 84.6          | NHK東京第2放送 | 1W         | 1.4W         | 全国         | 235世帯          | 2013年3月31日 |

- 周波数は同日開局した父島中継局と同じである。また、父島中継局と沖縄県の与那国中継局とともにNHKラジオ3波すべてがFM波での放送となる。

## 中継局置局場所
- 小笠原村母島字静沢（沖港）